# Dorp (Wuppertal)
Die Ortslage Dorp bzw. Auf dem Dorp oder Auf'n Dorp im Wohnquartier Nützenberg im Wuppertaler Stadtbezirk Elberfeld-West geht auf eine alte Gehöftgruppe zurück.

## Lage
Der Ort befindet sich auf dem westlichen Hang des Nützenberges, westlich der heutigen Straße Otto-Hausmann-Ring.
Benachbarte Ortslagen sind: In der Beek, Falkenberg, Hackland, Schörren, Am Schaffstal, Auf dem Nützenberg, Varresbeck und Eskesberg.

## Etymologie
Der Name Dorp ist identisch mit dem hochdeutschen Wort Dorf und hatte früher die Bedeutung von Ackerland oder Feld, heute meint man damit eine ländliche Siedlung.

## Geschichte
Die Gehöftgruppe ‚Dorp‘ wurde erstmals als ‚de Ville‘ 1302 erwähnt und ab 1702 als ‚Auf'm Dorp‘. Die Ortsbezeichnung ist in den Adressbüchern ab 1850 eingetragen, letztmals 1971/72.
Nach dem Kartenwerk Topographia Ducatus Montani des Erich Philipp Ploennies aus dem Jahre 1715 ist der als mit dem Namen ‚aufm Dorp‘ eingezeichnet.
1815/16 besaß der Ort 70 Einwohner. 1832 war Dorp Titularort der Dorper Rotte des ländlichen Außenbezirks des Kirchspiels und der Stadt Elberfeld. Der laut der Statistik und Topographie des Regierungsbezirks Düsseldorf als Weiler kategorisierte Ort wurde als aufm Dorp bezeichnet und besaß zu dieser Zeit sechs Wohnhäuser und elf landwirtschaftliche Gebäude. Zu dieser Zeit lebten 78 Einwohner im Ort, davon elf katholischen und 63 evangelischen Glaubens.
In den 1870er Jahren wurde nördlich von Dorp die Bahnstrecke Düsseldorf-Derendorf–Dortmund Süd (Wuppertaler Nordbahn) angelegt, ungefähr zur gleichen Zeit fing man an nördlich dieser Bahnstrecke in der Grube Dorp Kalkstein abzubauen.
Der Ort ist durch den Bau der Bundesautobahn 46, Ende der 1960er Jahre, nahezu ganz geschleift. Als historische Bausubstanz der Gehöftgruppe hatte sich im Westen das Hofeshaus Otto-Hausmann-Ring 55 aus dem Jahr 1783 erhalten.

## Verkehrsinfrastruktur

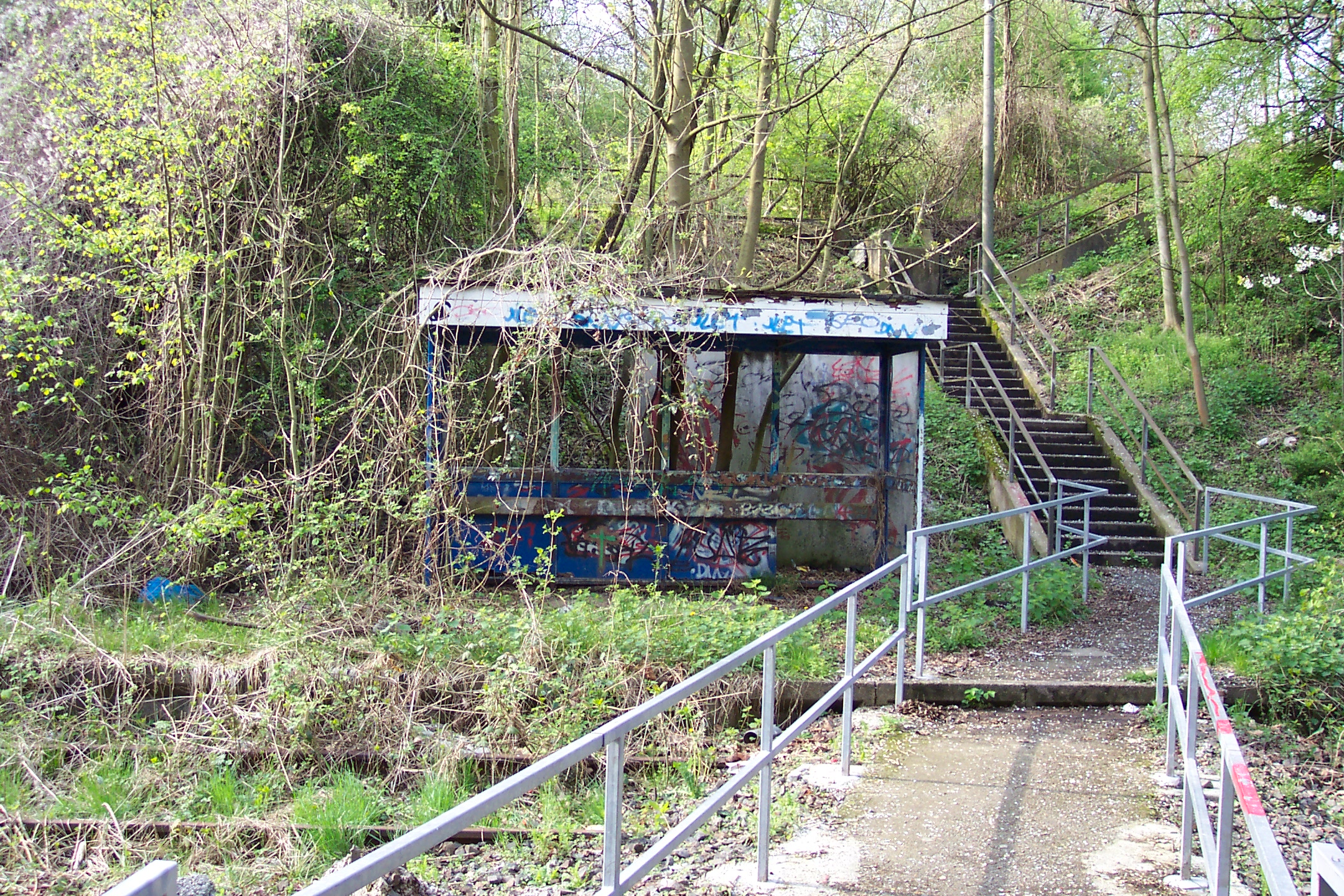
Der Haltepunkt Wuppertal-Dorp nach der Stilllegung

Die Bahntrasse der Wuppertaler Nordbahn berührt den Eskesberg am Fuß und besaß seit 1954 an der Ortslage Dorp den Haltepunkt Wuppertal-Dorp. Dieser wurde bis 1991 bedient, die zugehörige Bushaltestelle am Otto-Hausmann-Ring wird heute von der Linie 601 angefahren. Unmittelbar östlich des Haltepunkts liegt der Dorp-Tunnel, die Steinbogenbrücke Am Dorp über die Strecke beim Haltepunkt hatte man nach Baufälligkeit 2003 niedergelegt. Die stillgelegte Bahnstrecke wurde zum Rad- und Fußweg Nordbahntrasse umgebaut, im Bereich des ehemaligen Haltepunkts gibt es zwei Zugänge.

## Die heutigen Straßen
Nach dieser Ortslage sind die Straßen Dorpweg und Am Dorpweiher, nördlich der Ortslage, benannt. Die kleine Verbindungsstraße Dorpweg, die von der Kriegerheimstraße bis zu Am Dorpweiher und weiter bis zum Otto-Hausmann-Ring verläuft, erhielt ihren Namen am 14. Februar 1922. Die Straße Am Dorpweiher, die vom Dorpweg als Erschließungsstraße bis zum Nützenberger Wald verläuft, erhielt ihren alten Namen Am Weiher auch am 14. Februar 1922. 1935 wurde der Namen nach Dorpweiher geändert und Am Dorpweiher ab 1936 verzeichnet.